# Cheiloneurus pyrillae
Cheiloneurus pyrillae is een vliesvleugelig insect uit de familie Encyrtidae. De wetenschappelijke naam is voor het eerst geldig gepubliceerd in 1939 door Mani.